# Strobilanthes sarcorrhiza
Strobilanthes sarcorrhiza, trajnica iz roda strobilantes, porodica primogovki. Kritično je ugroženi endem iz jugoistočne Kine. Naraste 20 do 40 cm. Ljekovita je, koristi se u medicini.

## Opis
Ove biljke narastu do visine od 20-40 cm, nerazgranate, izofilne. Rizomi nabrekli, mesnati. Stabljike 4-uglaste, gusto dlakave. Peteljka 0-3 mm; lisna plojka duguljasto-lancetasta, 4-18 × 1,5-3 cm, abaksijalno dlakava duž žila, adaksijalno gola i gusto prekrivena aceroznim cistolitima, sekundarne žile 5-9 sa svake strane srednje žile, baza usko klinasta, rub nazubljen do valovit, vrh zašiljeni. Cvatovi završni, 4-10 cvjetova; rahis dlakavi; brakteje lisnate, obrnuto eliptične, 1-2 × 0,3-1 cm, gole; brakteole linearno-lancetaste, ca. 8 mm, goli osim krupnostaničnih trihoma na rubu, abaksialno gusto prekriveni bijelim klavatnim cistolitima. Čaška ca. 1 cm, 5-režnjevita gotovo do baze; režnjevi linearni, nejednaki, goli osim trihoma velikih stanica na rubu, izvana gusto prekriveni bijelim klavatnim cistolitima. Vjenčić ljubičast, ljevkast, 3,5-4,5 cm, ventrikozan, izvana gol, iznutra gol osim trihoma koji zadržavaju oblik; cijev bazalno cilindrična; režnjevi duguljasti, ca. 4 × 3 mm, podjednaki, vrh emarginiran. Prašnici 4, uključeni; filamenti dlakavi, kraći par ca. 4 mm, duži par ca. 6 mm; prašnik teke duguljast, ca. 1,5 mm; vrsta peluda 3. Plodnica gola; stil filiforman, ca. 3,2 cm, dlakav. Čahura gola, s 4 sjemenke. Sjemenke jajolike, ca. 2,5 × 2 mm, gusto dlakavi. Cvate od kolovoza-rujna; plodovi u studenom. 

## Stanište
Šume u dolinama; na 200-600 m. visine. Provincija Zhejiang.

## Sinonimi
- Championella sarcorrhiza C.Ling

## Vanjske poveznice
- Validation of the Name Strobilanthes sarcorrhiza (Acanthaceae)